# Josef Neunzig
Josef Neunzig (* 1. März 1904 in Bedburg, Erftkreis; † 4. August 1965 in Nymphenburg) war ein deutscher Priester im Bistum Trier. In der Zeit des Nationalsozialismus saß er im Konzentrationslager Dachau ein.

## Leben
Josef Neunzig war der Sohn eines Zeitungsverlegers und Buchdruckereibesitzers und publizistisch begabt. Er trat in das Priesterseminar Trier ein und studierte zunächst Katholische Theologie und Philosophie an der Theologischen Fakultät Trier. Anschließend studierte er Volkswirtschaftslehre an der Rheinischen Friedrich-Wilhelms-Universität Bonn und Caritaswissenschaft an der Albert-Ludwigs-Universität Freiburg. Er war ab 1924 Mitglied der katholischen Studentenverbindung KDStV Ripuaria Bonn, später auch Mitglied der KDStV Hohenstaufen Freiburg und der KDStV Churtrier Trier nach deren Gründung 1960.
Im März 1932 weihte ihn der Trierer Bischof Franz Rudolf Bornewasser zum Priester. Als Kaplan und Jugendseelsorger in der Eifel missfiel seine regimekritische Haltung dem nationalsozialistischen Staat und ihm wurde zunächst die Erlaubnis zur Erteilung des Religionsunterrichts entzogen, später musste er die Diözese Trier verlassen. An seiner neuen Wirkungsstätte in Dortmund wurde er am 23. August 1941 verhaftet, da er polnischen Zwangsarbeitern zu viel Hilfe und Sympathie hatte zukommen lassen.
Vom 18. Oktober 1941 bis zum 8. April 1944 wurde Neunzig im KZ Dachau gefangen gehalten. Dort lebte er im Pfarrerblock 26, Stube 2.
1945 kehrte er in seine Pfarrvikarie Halver zurück, wechselte jedoch 1946 wieder in die Diözese Trier, wo er am 30. März 1948 die Pfarrei St. Aloisius in Herdorf übernahm. 1956 ging er aufgrund seines durch die KZ-Zeit schwachen Gesundheitszustandes in die kleinere und ruhigere Pfarrstelle in Bad Bertrich.

## Ehrungen
- Bundesverdienstkreuz 1. Klasse (8. April 1957)[1]
- Geistlicher Rat (Bistum Trier)